# Michael O’Brien (Historiker, 1948)
Michael O’Brien (* 13. April 1948 in Plymouth, Devon; † 6. Mai 2015) war ein britischer Historiker. Sein Forschungsschwerpunkt lag auf der Betrachtung der intellektuellen Kultur der US-amerikanischen Südstaaten.

## Leben

### Jugend, Studium und akademische Lehrtätigkeit
Michael O’Brien wurde 1948 in Plymouth, Devon als jüngstes von fünf Kindern von John O’Brien, einem aus Glasgow stammenden Gastwirt und ehemaligen Seemann, und dessen Frau Lilian, welche aus Cornwall stammte, geboren. Er verbrachte seine Kindheit in Glasgow, Anglesey, London und schließlich South West England. Dort besuchte er die Devonport High School for Boys in Plymouth. Anschließend besuchte er Trinity Hall, ein College der University of Cambridge, und wurde dort von Jonathan Steinberg unterrichtet. 1968 ermöglichte Steinberg O’Briens ersten Besuch in den Vereinigten Staaten, einen Sommerjob in einer Zimmerei in Alabama. 1969 machte O’Brien seinen Abschluss. Kurz darauf im Sommer desselben Jahres heiratete er und zog mit seiner Frau nach Nashville, Tennessee, wo er sein Postgraduales Studium vorantrieb. 1976 promovierte er an der University of Cambridge. Anschließend wurde er die nächsten 25 Jahren an verschiedenen Universitäten in den Vereinigten Staaten tätig. Nämlich an der University of Michigan, der University of Arkansas und zuletzt von 1987 bis 2001 an der Miami University, an welcher er als Professor für Geschichte lehrte. Ab 2001 unterrichtete er an der University of Cambridge, erst als Lecturer, dann als Reader. 2005 erfolgte seine Berufung zum Professor für American Intellectual History. 2008 wurde er zum Fellow der British Academy gewählt.
Sein Buch Conjectures Of Order gewann den Bancroft-Preis der Columbia University, den Frank L. and Harriet C. Owsley Award der Southern Historical Association, den Merle Curti Award der Organization of American Historians, den C. Hugh Holman Award der Society for the Study of Southern Literature und den American Studies Network Book Prize. Des Weiteren war es Finalist für den Pulitzer-Preis für Geschichte. Sein Buch Mrs Adams in Winter war ebenfalls Finalist für den Pulitzer-Preis für Biographie oder Autobiographie.
O’Brien starb im Mai 2015 im Alter von 67 Jahren an einer Krebserkrankung.

### Historische Forschung
O’Briens Forschungsschwerpunkt lag, ausgelöst durch seinen ersten Aufenthalt in den Vereinigten Staaten 1968, auf der Geschichte der Südstaaten des 19. und 20. Jahrhunderts und deren intellektueller Kultur. Als er in den frühen 1970er Jahren mit seiner Forschungsarbeit begann, war die Vorstellung der Südstaaten als anti-modern, anti-intellektuell, provinziell und dem Erbe der Sklaverei verhaftet noch weitverbreitete Lehrmeinung. In seinem ersten Buch The Idea of the American South, 1920–1941, betrachtete er, wie es zu dieser Vorstellung, dem Konzept der „Südstaaten“ an sich, kam.
O’Brien konnte im Laufe seiner fast 40-jährigen akademischen Karriere zeigen, dass diese Vorstellung nicht zutreffend war und die Südstaaten über eine vielfältige intellektuelle, kosmopolitische Tradition verfügten. Dies gipfelte, nach einer Vielzahl von Veröffentlichungen, in seinem 2004 erschienenen zweibändigen Werk Conjectures of Order: Intellectual Life and the American South, 1810–1860.

## Veröffentlichungen (Auswahl)
- The Idea of the American South, 1920-1941 (1979)
- (Hrsg.): All Clever Men, Who Make Their Way: Critical Discourse In The Old South (1982)
- A Character Of Hugh Legare (1985)
- mit David Moltke Hansen (Hrsg.): Intellectual Life In Antebellum Charleston (1986)
- Rethinking The South: Essays In Intellectual History (1988)
- (Hrsg.): An Evening When Alone: Four Journals Of Single Women In The South, 1827-67 (1993)
- Conjectures Of Order: Intellectual Life and The American South, 1810-60 (2004, 2 Bände)
- Henry Adams and the Southern Question (2005)
- Placing the South (2007)
- Mrs Adams in Winter: A Journey in the Last Days of Napoleon (2010)